# Bulbophyllum fuscopurpureum
Bulbophyllum fuscopurpureum é uma espécie de orquídea (família Orchidaceae) pertencente ao gênero Bulbophyllum. Foi descrita por Robert Wight em 1851.